# Karl Friedrich August Kahnis
Karl Friedrich August Kahnis (magyarosan ’’Kahnis Károly Frigyes Ágost’’), Greiz, 1814. december 22. – Lipcse, 1888. június 20.)  német evangélikus teológus.

## Életpályája
A hallei egyetemen nyelvészeti, bölcsészeti és teológiai tanulmányokat folytatott, majd   1842-ben Berlinben tanári képesítést nyert. 1844. Boroszlóban lett rendkívüli teológiai tanár (außerordentlicher Professor). 1850-től (Adolf Harleß utódaként) a lipcsei egyetem tanára, 1864 –1865-ben rektora volt.

## Művei
- Dr. Ruge und Hegel. Ein Beitrag zur Würdigung Hegel'scher Tenzen, Quedlinburg, 1838
- Die moderne Wissenschaft des Dr. Strauß und der Glaube unserer Kirchen, Berlin, 1842
- Die Lehre vom hl. Geist, 1. Theil, Halle, 1847 (a további részek nem jelentek meg)
- Die Lehre vom Abendmahle, Leipzig, 1851
- Der innere gang des dt. Protestantismus seit Mitte des vorigen [cs. 18] Jh.s, 2 Bde., Leipzig, 1854, 18602, 18743 u. d. T.: D. i. G. d. dt. P.; Die Sache der luth. Kirche gegenüber der Union. Sendschreiben an K. I. Nitzsch, Leipzig, 1854
- Die luth. Dogmatik, hist.-genet. dargest., 3 kötet, Leipzig, 1861-1868, 2. umgearb. Aufl. in 2 Bde.n, Leipzig, 1874, 1875
- Zeugnis von den Grundwahrheiten des Protestantismus gegen Dr. Hengstenberg, Leipzig, 1862
- Die Kirche nach ihrem Ursprung, ihrer Geschichte, ihrer Gestalt, Leipzig, 1865
- Christenthum und Lutherthum, Leipzig, 1871
- Die dt. Reformation, Bd. 1, Leipzig, 1872 (mehr nicht erschienen)
- Über das Verhältnis der alten Philosophie zum Christenthum, Leipzig 1875, 1883
- Der Gang der Kirche in Lebensbildern dargest., Leipzig 1881
- Drei Sammlungen „Predigten“, Leipzig 1866, 1871, 1877